# Задроже (Малопольське воєводство)
Задроже (пол. Zadroże) — село в Польщі, у гміні Тшицьонж Олькуського повіту Малопольського воєводства.
Населення — 812 осіб (2011).
У 1975-1998 роках село належало до Краківського воєводства.

## Демографія
Демографічна структура станом на 31 березня 2011 року:
|          | Загалом | Допрацездатний вік | Працездатний вік | Постпрацездатний вік |
| -------- | ------- | ------------------ | ---------------- | -------------------- |
| Чоловіки | 414     | 88                 | 268              | 58                   |
| Жінки    | 398     | 77                 | 231              | 90                   |
| Разом    | 812     | 165                | 499              | 148                  |